# Purwo Kencono
Purwo Kencono is een bestuurslaag in het regentschap Lampung Timur van de provincie Lampung, Indonesië. Purwo Kencono telt 4490 inwoners (volkstelling 2010).